# Antidaphne amazonensis
Antidaphne amazonensis là một loài thực vật có hoa trong họ Santalaceae. Loài này được Rizzini mô tả khoa học đầu tiên năm 1956.